# IC 3482
IC 3482 је спирална галаксија у сазвјежђу Береникина коса која се налази на листи објеката дубоког неба у Индекс каталогу.
Деклинација објекта је + 27° 49' 50" а ректасцензија 12h 33m 1,0s. Привидна величина (магнитуда) објекта IC 3482 износи 15,2 а фотографска магнитуда 16,0.